# Fanpage.it
Fanpage.it è un giornale on-line con sede a Napoli appartenente al gruppo editoriale Ciaopeople Media Group e diretto da Francesco Cancellato.

## Storia
Fanpage.it nacque nel gennaio 2010 su iniziativa del gruppo editoriale Ciaopeople, che il 26 luglio 2011 fece registrare la testata presso il Tribunale di Napoli per iniziativa del suo fondatore, Gianluca Cozzolino. Inizialmente attiva attraverso canali tematici, nel novembre 2011 venne fondata dallo stesso Cozzolino la redazione news; di conseguenza, i singoli magazine verticali tematici vennero uniti sotto un'unica testata generalista.
Il primo direttore responsabile fu Giovanni Carzana (già presente nel team di Ciaopeople fin dall'ideazione e progettazione del giornale nel 2009) dal luglio 2011 al maggio 2012; poi, fu Pietro Rinaldi dal maggio 2012 al 2013; dal 2013 al 2021, fu Francesco Piccinini. Infine, da maggio 2021, è stato nominato direttore Francesco Cancellato mentre Adriano Biondi è diventato condirettore.
Nel giugno 2012 nacque Youmedia, una piattaforma video del giornale e unico media italiano in Ultra HD 4K (celebrata attraverso il video Napoli in 4k che venne utilizzato dalle Nazioni Unite per la campagna Voci contro il Crimine). Nel maggio 2015 venne aperta, a Milano, una seconda sede di Fanpage.it (che ospita anche Ciaopeople Advertising: la direzione commerciale del gruppo Ciaopeople). Successivamente, venne aperta una terza sede di Fanpage.it anche a Roma.

## Staff
Tra le maggiori firme editoriali (e con un ampio seguito), vi sono:
- Saverio Tommasi - giornalista, scrittore e attore; collabora con Fanpage.it dal 2012.
- Giulio Cavalli - attore, scrittore e regista; collabora con Fanpage.it da giugno 2013.
- Pablo Trincia - personaggio televisivo e giornalista; collabora con Fanpage.it da settembre 2015.
- Sandro Ruotolo[15] - giornalista e politico; collabora con Fanpage.it dal 2017.
- Rosaria Capacchione - giornalista e politica; collabora con Fanpage.it da aprile 2018.

## Format
Nel corso degli anni, Fanpage.it ha prodotto diverse tipologie di format.
- BrainFood: un format condotto da Daniele Sanzone, che si occupa di temi d'attualità[16].
- Italiani all'estero: un format creato e diretto da Ugo Capolupo, che si occupa di mostrare la vita condotta dagli italiani residenti all'estero[17].
- Fanpage Town: un format dedicato al mondo della musica nazionale e internazionale[18].
- Fuel – Motori da leggenda: un format ideato e condotto da Valerio Passaretti, che si occupa di auto e moto[19].
- Mangiare Sano: un format prodotto da Fanpage.it, in collaborazione con ilgolosomangiarsano.com[20].
- Scuola di Cucina: un format realizzato in collaborazione con la Scuola "Toffini Academy”, che si occupa della cucina[21].
- ToxiCity: una webserie condotta da Pablo Trincia, che si occupa della tossicodipendenza[22].

## Maggiori inchieste
Diverse inchieste giornalistiche di Fanpage.it, crearono grande eco nella società italiana.
- Cella Zero[23]: un reportage sul sistema di violenze all'interno del carcere di Poggioreale.[24][25]
- Bomba all'Expo: un reportage sulle lacune della sicurezza dell'Expo 2015.[26]
- Noi ti uccidiamo: un reportage sulle minacce di morte subite dal videoreporter Alessio Viscardi e dai suoi collaboratori, quando si recarono a Terzigno per cercare di trovare l'elisuperficie da cui era partito l'elicottero che sorvolò Roma e lanciò petali di rosa durante il funerale del boss Vittorio Casamonica[27][28].
- Inferno tossico: un reportage sulla discarica tossica presente a Caserta[29] (e considerata la più grande d'Europa).
- In 350 in un ristorante: un reportage sul "Ristorante Di Francia - Resort San Martino" di Giugliano in Campania che ospitò illegalmente 350 migranti.[30]
- Brescia, la provincia radioattiva: un reportage sui quattro depositi di rifiuti nucleari presenti nella provincia lombarda.[31]
- Inchiesta sui fondi neri della Lega e sul caso Claudio Durigon, per la quale Fanpage ha subìto un'ordinanza di sequestro con l'oscuramento del sito da parte del giudice candidato nel 2013 con Fiamma Tricolore,[32][33] durata per poco meno di 24 ore in seguito alle proteste e la mobilitazione di giornalisti e personaggi pubblici[34].
- Gioventù meloniana: un'inchiesta sui membri di Gioventù Nazionale (la sezione giovanile di Fratelli D'Italia, il partito con la maggioranza relativa dei seggi durante la XIX legislatura), ripresi mentre  eseguono il saluto romano (gridando Sieg Heil), inneggiano a Benito Mussolini[35][36] e avallano comportamenti di stampo omofobico e razzista.[37][38] Inoltre, nella suddetta inchiesta, si fa riferimento anche ad una presunta truffa ai danni dello Stato riguardante l'impiego delle risorse del fondo nazionale per il Servizio civile universale.[36][37] In particolare, l'inchiesta consente di sostenere che il concorso per il Servizio Civile Universale venga falsificato, favorendo le persone della sezione del Pinciano di Gioventù Nazionale affinché superino il concorso e richiedendo che, almeno una parte di quei fondi, vengano donati a Gioventù Nazionale. Ciò ha portato alle dimissioni di Flaminia Pace, dalla presidenza di Gioventù Nazionale del Pinciano.[39][40][41][42][43]